# Puliciphora borinquenensis
Puliciphora borinquenensis är en tvåvingeart som beskrevs av Wheeler 1906. Puliciphora borinquenensis ingår i släktet Puliciphora och familjen puckelflugor. Inga underarter finns listade i Catalogue of Life.